# Chor (Rosja)
Chor (ros. Хор) – osiedle typu miejskiego w Rosji, w Kraju Chabarowskim, w rejonie imienia Łazo. W 2010 liczyło 10 346 mieszkańców.